# Acacia vietnamensis
Acacia vietnamensis är en ärtväxtart som beskrevs av Ivan Christian Nielsen. Acacia vietnamensis ingår i släktet akacior, och familjen ärtväxter. Inga underarter finns listade i Catalogue of Life.